# 1990 SP15
1990 SP15 är en asteroid i huvudbältet som upptäcktes den 18 september 1990 av den amerikanske astronomen Henry E. Holt vid Palomarobservatoriet.
Asteroiden har en diameter på ungefär 21 kilometer.